# Niphotragulus delkeskampi
Niphotragulus delkeskampi är en skalbaggsart som beskrevs av Stefan von Breuning 1961. Niphotragulus delkeskampi ingår i släktet Niphotragulus och familjen långhorningar. Inga underarter finns listade i Catalogue of Life.